# Back-Rolftjärnen
Back-Rolftjärnen är en sjö i Älvdalens kommun i Dalarna och ingår i Dalälvens huvudavrinningsområde.